# Кеђино (Новара)
Кеђино је насеље у Италији у округу Новара, региону Пијемонт.
Према процени из 2011. у насељу је живело 29 становника. Насеље се налази на надморској висини од 660 м.